# 上華里
24°51′01″N 121°13′16″E / 24.8501642°N 121.2211402°E
上華里是臺灣桃園市龍潭區的一個里，本里劃有30個鄰，總人口3,929人。

## 教育
- 桃園市私立芃芃森林幼兒園（页面存档备份，存于）

## 觀光
- 華莊藝園